# Хованский, Алексей Николаевич
Князь Алексей Николаевич Хованский (7 апреля 1916, Тобольск, Российская империя — 30 ноября 1996, Калининград, Россия) — советский и российский математик, специалист по цепным дробям:139:56, геометрии и истории математики, эсперантист и полиглот.

## Биография
Сын Николая Александровича Хованского. Окончил в 1941 году физико-математический факультет Казанского университета. С 1941 по 1944 год был младшим научным сотрудником, затем аспирантом Математического института имени В. А. Стеклова (находившегося в Казани в эвакуации), 1944—1946 — аспирантом Казанского университета. В 1946 году защитил кандидатскую диссертацию по математике на тему «Некоторые методы приближённого решения дифференциальных и интегральных уравнений». С 1953 по 1966 год преподавал математику и теоретическую механику в Марийском педагогическом институте. В 1954 году получил звание доцента и стал заведовать кафедрой высшей математики института, руководил аспирантурой. С 1966 по 1967 год доцент Борисоглебского педагогического института, с 1967 по 1980 год доцент Калининградского государственного университета.
Владел большим количеством иностранных языков, среди которых английский, французский, немецкий, латинский, итальянский, татарский, а также в меньшей степени польский, древнегреческий, шведский языки и эсперанто:139. Создал собственный учебник санскрита, состоящий из трёх частей: теория грамматики, практические задания и санскритско-русский словарь:64-66.
Был большим знатоком музыки и писал музыкальные произведения: марши, вальсы, фокстроты. Его любимым композитором был Рихард Вагнер. Его друзья и знакомые называли его «ходячей энциклопедией» и «человеком эпохи Возрождения»:58.
Почётный член Клуба эсперантистов. С 1993 года предводитель дворянства Калининградской области (Западное Дворянское собрание):58.
В Государственном архиве Калининградской области есть Фонд А. Н. Хованского (ОГКУ ГАКО Ф. 1157. Оп. 1. Д. 1-249).
Умер 30 ноября 1996 года. Похоронен в городе Калининграде на Старом городском кладбище.

## Научная деятельность
Называется одним из ведущих учёных специалистов в области цепных дробей в СССР и за рубежом:139.
В 1956 году в Москве опубликовал монографию «Приложение цепных дробей и их обобщений к вопросам приближённого анализа», переводы этой книги на китайский и английский языки опубликованы в Пекине и Гронингене (Нидерланды):56.
Принимал участие в редактировании II, III и V томов полного собрания сочинений математика Николая Лобачевского. Написал комментарии к XII и XIII главам «Новые начала геометрии с полной теорией параллельных» Лобачевского, перевёл с французского работы Лобачевского: «Воображаемая геометрия» (т. III), «Вероятность средних результатов, полученных из повторных наблюдений» (т. V):139.
Автор работ по геометрии треугольника, в 1964 году выпустивший монографию на эту тему. Всего Хованскому принадлежит свыше 50 научных работ по математике:56.
Среди его учеников были: Г. В. Маурер, Л. П. Шутова, С. С. Хлопонин:139, В. К. Смышляев.

### Избранные публикации
- Хованский А. Н. Об одном обобщении интегрального уравнения Абеля. // ДАН Т. 50, 1945. — С. 69—70.
- Хованский А. Н., Лаптев Б. Л., Норден А. П. Комментарии к «Новым началам геометрии с полной теорией параллельных Н. И. Лобачевского». В книге «Полное собрание сочинений Н. И. Лобачевского. Т. 2.» — М. — Л. 1949. — С. 455—603.
- Хованский А. Н., Норден А. Н. Вводная статья и комментарий к 3-му тому «Полное собрание сочинений Н. И. Лобачевского». — М.— Л. 1951. — С. 11—15, 71—173.
- Хованский А. Н., Колмогоров А. Н. Комментарии к 5-му тому «Полного собрания сочинений Н. И. Лобачевского». — М.—Л. 1951. — С. 342—348.
- Хованский А. Н. К выводу основных уравнений фильтрации упругой жидкости в упругой пористой среде. // ДАН Т. 89, 1952. — С. 241—244.
- Хованский А. Н. Приложение цепных дробей и их обобщений к вопросам приближённого анализа. — М.: Гостехиздат, 1956. — 204 с.
- Хованский А. Н. Работы Л. Эйлера по теории цепных дробей. // Историко-математические исследования, вып. 10. — М.: Физматгиз, 1957. — С. 305—326.
- Данилов В. Л., Люстерник Л. А., Хованский А. Н. и др. Математический анализ. Функции, пределы, ряды, цепные дроби. — М.: Физматгиз, 1961. — 439 с. (Раздел цепные дроби С. 266—327).
- Хованский А. Н. Аналитическая геометрия треугольника // Учёные записки Марийского пед. ин-та. Йошкар-Ола, 1964, Т. 26, С. 5—318.
- Хованский А. Н. О взаимном расположении некоторых замечательных точек и прямых треугольника. — Киров. Уч. зап. Пед. ин-та, 1965. Т. 23, С. 21—37.

## Семья
Был женат несколько раз: 1) Маргарита, дочь священника; 2) Татьяна Алексеевна Кокарева (1923—2004), дочь Алексея Ивановича Кокарева и Евдокии Григорьевны Бархатовой; 3) Тамара Васильевна Семёнова; 4) Елена Станиславовна Ракель, дочь военного.
Татьяна Алексеевна Кокарева и после развода продолжала поддерживать его. В последние годы жизни Алексея Николаевича, когда он совсем ослеп, она полностью взяла на себя заботы о нём. После его смерти она опубликовала его воспоминания, некоторые его стихи и музыкальные произведения и воспоминания о нём.

## Награды
- Отличник народного просвещения[1]:140
- Медаль «За трудовую доблесть» (1961)[1]:140